# Темне
Те́мне — село в Україні, в Конотопському районі Сумської області. Входить до складу Буринської міської громади. Населення становить 72 осіб. До 2020 орган місцевого самоврядування — Михайлівська сільська рада.

## Географія
Село Темне розташоване на відстані 1.5 км від лівого берега річки Чаша. На відстані до 1.5 км розташовані села Михайлівка та Вікторинівка.
По селу тече струмок, що пересихає із загатою.

## Історія
- Село постраждало внаслідок геноциду українського народу, проведеного урядом СРСР 1932–1933 та 1946–1947 роках.
- 12 червня 2020 року, відповідно до розпорядження Кабінету Міністрів України № 723-р «Про визначення адміністративних центрів та затвердження територій територіальних громад Сумської області», село увійшло до складу Буринської міської громади[1].
- 19 липня 2020 року, в результаті адміністративно-територіальної реформи та ліквідації Буринського району, увійшло до складу новоутвореного Конотопського району[2].